# Memoria Activa
Memoria Activa es una asociación civil sin fines de lucro argentina, creada con el fin de esclarecer las responsabilidades de los atentados terroristas a la embajada de Israel (en marzo de 1992) y el de la AMIA (en julio de 1994). 
Esta organización forma una querella independiente tanto en la causa principal por el atentado a la AMIA como en la causa por las irregularidades cometidas en la investigación del atentado, la llamado juicio por encubrimiento. El juicio por encubrimiento comenzó en agosto del 2015 y continuó hasta 2019, donde fueron juzgados 13 imputados ante el Tribunal Oral Federal 2 en Comodoro Py, de la Ciudad Autónoma de Buenos Aires.

## Conformación
La Asociación está formada por familiares y amigos de las víctimas del atentado a la AMIA y se caracteriza por haber tenido siempre una postura independiente de la dirigencia comunitaria judía y haber hecho públicas sus denuncias sobre las irregularidades cometidas durante la investigación. Durante años se manifestó todos los lunes frente al Palacio de Justicia en la Ciudad de Buenos Aires para reclamar por el esclarecimiento y la justicia de este crimen. Tiene el copatrocinio letrado del CELS (Centro de Estudios Legales y Sociales), del CEJIL (Centro por el Derecho y la Justicia Internacional), Human Rights Watch/Americas y del Dr. Alberto Luis Zuppi, aparte de haber contado cada lunes y cada acto aniversario, con innumerables invitados de destacado compromiso con los derechos humanos que van a prestarle su apoyo.

## Estructura del acto semanal
Cada acto de Memoria Activa comienza con el sonido del shofár, que es un instrumento musical judío que se utiliza actualmente en la liturgia. Después, un familiar de víctimas y algunos invitados leen un discurso. Este acto dejó de realizarse tras el juicio oral por el atentado llevado a cabo por el Tribunal Oral Federal 3 entre 2001 y 2004.

## Denuncia al Estado argentino
Los peticionarios denunciaron al Estado argentino por la violación de la Declaración Americana de Derechos y Deberes del Hombre y de la Convención Americana sobre Derechos Humanos ―de la cual Argentina forma parte desde septiembre de 1984― en perjuicio de 85 personas asesinadas en el atentado terrorista y de más de 300 personas heridas, víctimas del atentado a la sede de la AMIA.
Memoria Activa realizó una denuncia ante la Comisión Interamericana de Derechos Humanos, por violación del derecho a la vida y a la integridad física de las víctimas, así como por obstaculizar la consecución de la justicia con los siguientes términos:
Ante esta denuncia, el Estado argentino se declaró culpable por el atentado y por no haber garantizado la seguridad ni la justicia a las víctimas, sus familiares y la sociedad toda. Además, asumió una serie de compromisos todos enumerados en el Decreto 812 del año 2005.

En primer lugar, al Estado argentino por violar el derecho a la vida y a la integridad física de las víctimas, derechos consagrados en el artículo I (derecho a la vida y a la integridad) de la Declaración Americana y el art. 4 y 5 (derechos a la vida y a la integridad física, respectivamente) de la Convención Americana. Asimismo, en segundo lugar, por la violación de los derechos de las víctimas y sus familiares a obtener justicia por parte de los tribunales locales, consagrados en el artículo XVIII (derecho de justicia) de la Declaración Americana y en los artículos 8 (garantías judiciales) y 25 (protección judicial) de la Convención Americana; todos ellos en relación con el artículo 1.1 de la Convención.

## Causa AMIA
La causa que investiga el atentado a la AMIA, en sus comienzos estuvo a cargo del exjuez Juan José Galeano en el Juzgado Federal N.º 9. Los fiscales eran Eamon Mullen y José Barbaccia. La causa fue elevada a juicio oral con Carlos Telleldín (último poseedor de la Trafic) y un grupo de policías bonaerenses como imputados. El juicio oral se desarrolló entre 2001 y 2004 frente al Tribunal Oral Federal N.º 3 (jueces Gordo, Pons y Larrambebere). En el mismo salieron a la luz las irregularidades cometidas por el juez Galeano, los fiscales, policías y agentes de la SIDE. 
En su sentencia Archivado el 4 de abril de 2016 en Wayback Machine., el Tribunal absolvió a los acusados, declaró nula la causa y ordenó investigar el encubrimiento.
El exjuez Juan José Galeano fue destituido en 2005 por su actuación en ese expediente.
La causa por el atentado pasó a manos del juez Rodolfo Canicoba Corral a cargo del juzgado Criminal y Correccional Federal N° 6.

## Juicio por el encubrimiento del atentado a la AMIA
Tras la sentencia del Tribunal Oral Federal 3, la causa pasó por varios jueces que no investigaron el encubrimiento como Claudio Bonadío. Luego pasó al juez Ariel Lijo, en el Juzgado Federal N.º 4 y ha sido elevada a juicio oral. Desde el 6 de agosto de 2015 que se llevó a cabo el juicio por irregularidades ante el Tribunal Oral Federal 2 con los jueces Jorge Gorini, Karina Perilli y Néstor Costabel.
Los 13 imputados fueron: Juan José Galeano, exjuez instructor de la causa; los exfiscales Eamon Mullen y José Barbaccia; el extitular de la SIDE, Hugo Anzorreguy y los exagentes Patricio Finnen y Juan Anchezar; el ex comisario Jorge "Fino" Palacios y el expolicía Carlos Castañeda; el expresidente de la DAIA, Rubén Beraja; el expresidente de la Nación Carlos Menem; el último poseedor conocido de la Trafic que habría explotado en la AMIA Carlos Telleldín, su esposa Ana Boragni y su exabogado Víctor Stinfale.

## Víctimas
La siguiente es una lista de las víctimas de los atentados a la Embajada de Israel y a la AMIA. Su enumeración aquí no implica vinculación, simpatía o apoyo alguno por parte de sus familiares y amigos a Memoria Activa.

### Embajada de Israel
| Nombre                                | |
| ------------------------------------- | --- |
| Escorcina Lezcano de Albarracín       | Argentina, alojada en el Hogar San Francisco de Asís.                                                          |
| Celia Haydee Arlia de Eguía Segui     | Argentina, alojada en el Hogar San Francisco de Asís.                                                          |
| Carlos Raúl Baldelomar Siles          | Argentino, boliviano naturalizado, albañil.                                                                    |
| David Joel Ben Rafael                 | Israelí, ministro consejero de la Embajada, Casado con dos hijos.                                              |
| Eli Ben Zeev                          | Israelí, agregado de la Embajada, casado con dos hijos.                                                        |
| Beatriz Mónica Berenstein de Supaniky | Argentina, casada y con una hija. Empleada administrativa de la Embajada.                                      |
| Juan Carlos Brumana                   | Argentino, presbítero de Mater Admirabilis.                                                                    |
| Rubén Cayetano Juan Cacciato          | Argentino, conductor del taxi Ford Falcon que circulaba por Arroyo.                                            |
| Eliora Carmon                         | Israelí, esposa del consejero y cónsul Danny Carmon, madre de 5 hijos. Empleada administrativa de la Embajada. |
| Marcela Judith Droblas                | Argentina, empleada administrativa de la embajada (Secretaria del agregado cultural, Rafael Eldad).            |
| Andrés Elowson                        | Argentino, peatón.                                                                                             |
| Miguel Ángel Lancieri Lomazzi         | Uruguayo, peatón.                                                                                              |
| Aníbal Leguizamón                     | Paraguayo, plomero.                                                                                            |
| Alfredo Oscar Machado Castro          | Argentino, boliviano naturalizado, albañil.                                                                    |
| Freddy Remberto Machado Castro        | Boliviano, albañil.                                                                                            |
| Francisco Mandaradoni                 | Italiano. Plomero.                                                                                             |
| Mausi Meyers Frers de Hernández       | Argentina, alojada en el Hogar San Francisco de Asís.                                                          |
| Alexis Alejandro Quarin               | Argentino, peatón.                                                                                             |
| Mirta Saientz                         | Argentina, Empleada administrativa de la Embajada, secretaria del embajador, Dr. Izthak Shefi.                 |
| Raquel Sherman de Intraub             | Argentina, Empleada administrativa de la Embajada.                                                             |
| Liliana Graciela Susevich de Levinson | Argentina, empleada administrativa de la Embajada.                                                             |
| Zehava Zehavi                         | Israelí, empleada administrativa de la Embajada.                                                               |

### AMIA
| Nombre                             | Datos |
| ---------------------------------- | --- |
| Silvana Alguea de Rodríguez        | Argentina, 28 años. Asistente Social. Trabajaba en el Servicio Social de la AMIA.                                                                  |
| Jorge Antúnez                      | Argentino, 18 años. Trabajaba como mozo en un bar de Tucumán y Pasteur.                                                                            |
| Moisés Gabriel Arazi               | Argentino, 22 años. Estudiante. Esperaba en la Bolsa de Trabajo de la AMIA.                                                                        |
| Carlos Avendaño Bobadilla          | Chileno, 61 años. Electricista. Trabajaba en Maestranza de la AMIA.                                                                                |
| Yanina Muriel Averbuch             | Argentina, 20 años. Estudiante. Trabajaba en el Servicio Social de la AMIA.                                                                        |
| Naum Band                          | Argentina, 55 años. Trabajaba en el sector Vigilancia de la AMIA.                                                                                  |
| Sebastián Barreiro                 | Argentino, 5 años. Pasaba por la puerta de la AMIA, de la mano de su mamá.                                                                         |
| David Barriga                      | Boliviano, 28 años. Trabajaba en las refacciones de la AMIA.                                                                                       |
| Hugo Norberto Basiglio             | Argentino, 47 años. Electricista. Trabajaba en las refacciones de la AMIA.                                                                         |
| Rebeca Violeta Behar de Jurin      | Argentina, 58 años. Ama de casa, obstetra. Vecina de la calle Pasteur, pasaba por la puerta de la AMIA.                                            |
| Dora Belgorosky                    | Argentina, 54 años. Trabajaba en la Bolsa de Trabajo de la AMIA.                                                                                   |
| Favio Enrique Bermúdez             | Argentino, 26 años. Trabajaba en la imprenta Chiesa y Galarraga, frente a la AMIA.                                                                 |
| Romina Ámbar Luján Boland          | Argentina, 19 años. Empleada y estudiante. Pasaba por la puerta de la AMIA camino a la Facultad de Ciencias Económicas de la UBA.                  |
| Emiliano Gastón Brikman            | Argentino, 20 años. Estudiante. Esperaba en la Bolsa de trabajo de la AMIA.                                                                        |
| Gabriel Buttini                    | Argentino, 36 años. Electricista. Trabajaba en las refacciones de la AMIA.                                                                         |
| Viviana Adela Casabe               | Argentina, 24 años. Diseñadora gráfica. Integraba el personal de la DAIA.                                                                          |
| Paola Sara Czyzewski               | Argentina, 21 años. Estudiante de abogacía. Estaba circunstancialmente en le edificio de la AMIA.                                                  |
| Jacobo Chemauel                    | Argentino, 56 años. Trabajaba en el Sector Maestranza de la AMIA.                                                                                  |
| Cristian Adrián Degtiar            | Argentino, 21 años. Estudiante de Abogacía. Integraba el personal de la DAIA.                                                                      |
| Diego de Pirro                     | Argentino, 23 años. Estudiante, empleado en la DGI. Vecino de la calle Pasteur, frente a la AMIA.                                                  |
| Ramón Norberto Díaz                | Argentino, 53 años. Encargado del edificio que se encuentra frente a la AMIA.                                                                      |
| Norberto Ariel Dubin               | Argentino, 33 años. Subjefe del Sector sepelios de la AMIA.                                                                                        |
| Faiwel Dyjament                    | Polaco, argentino naturalizado, 73 años. Empleado. Esperaba en la Bolsa de Trabajo de la AMIA.                                                     |
| Aída Mónica Feldman de Goldfeder   | Argentina, 39 años. Se desconocen otros datos y las circunstancias por las que se hallaba en las inmediaciones de la AMIA.                         |
| Alberto Fernández                  | Argentino, 54 años. Hacía repartos de panadería. Pasaba a cobrar a unos clientes de la calle Pasteur.                                              |
| Ingrid Finkelchtein                | Argentina, 18 años. Esperaba en la Bolsa de Trabajo de la AMIA.                                                                                    |
| Leonor Gutman De Finkelchtein      | Argentina, 42 años. Esperaba en la Bolsa de Trabajo de la AMIA.                                                                                    |
| Fabián Marcelo Furman              | Argentino, 30 años. Trabajaba en el Sector Sepelios de la AMIA.                                                                                    |
| Guillermo Benigno Galarraga        | Argentino, 45 años. Socio de la imprenta y casa de fotocopias Chiesa y Galarraga, de Pasteur 630.                                                  |
| Erwin García Tenorio               | Boliviano. Trabajaba en las refacciones de la AMIA.                                                                                                |
| José Enrique Ginsberg              | Argentino, 43 años. Director del sector Sepelios de la AMIA.                                                                                       |
| Cynthia Verónica Goldenberg        | Argentina, 20 años. Integraba el personal de la DAIA.                                                                                              |
| Andrea Judith Guterman             | Argentina, 28 años. Maestra jardinera. Esperaba en la Bolsa de Trabajo de la AMIA.                                                                 |
| Silvia Leonor Hersalis             | Argentina, 42 años. Esperaba en la Bolsa de Trabajo de la AMIA.                                                                                    |
| Carlos Hilu                        | Argentino, 36 años. Jefe del Sector Vigilancia de la AMIA.                                                                                         |
| Emilia Jakubiec de Lewczuk         | Argentina, 58 años. Pasaba por la puerta de la AMIA.                                                                                               |
| María Luisa Jaworski               | Argentina, 55 años. Ama de casa, empleada doméstica. Esperaba en la Bolsa de Trabajo de la AMIA.                                                   |
| Augusto Daniel Jesús               | Argentino, 19 años. En 2016 el Equipo Argentino de Antropología Forense y la UFI-AMIA conoció la identidad como NN después de 22 años.             |
| María Lourdes Jesús                | Argentina, 50 años. Se desconocen sus datos personales y las circunstancias por las cuales se hallaba en las inmediaciones de la AMIA.             |
| Analía Verónica Josch              | Argentina, 20 años. Esperaba en la Bolsa de trabajo de la AMIA.                                                                                    |
| Carla Andrea Josch                 | Argentina, 17 años. Esperaba en la Bolsa de Trabajo de la AMIA.                                                                                    |
| Elena Sofía Kastika                | Argentina, 54 años. Pasaba por la puerta de la AMIA.                                                                                               |
| Esther Klin                        | Argentina, 49 años. Ama de casa. Esperaba en la Bolsa de Trabajo de la AMIA.                                                                       |
| León Gregorio Knorpel              | Argentino, 53 años. Corredor. Esperaba en la Bolsa de Trabajo de la AMIA.                                                                          |
| Berta Kozuk de Losz                | Argentina, 67 años. Pasaba por la puerta de la AMIA rumbo a su trabajo.                                                                            |
| Luis Fernando Kupchik              | Argentino, 42 años. Arquitecto, comerciante. Tramitaba un sepelio en las oficinas de la AMIA.                                                      |
| Agustín Diego Lew                  | Argentino, 21 años. Estudiante. Trabajaba en el sector sepelios de la AMIA.                                                                        |
| Andrés Gustavo Malamud             | Argentino, 37 años. Arquitecto. Dirigía las refacciones del edificio de la AMIA.                                                                   |
| Gregorio Melman                    | Argentino, 53 años. Trabajaba en el sector Vigilancia de la AMIA.                                                                                  |
| Ileana Mercovich                   | Argentina, 21 años. Fotógrafa, estudiante. Esperaba en la Bolsa de Trabajo de la AMIA.                                                             |
| Naón Bernardo Mirochnik            | Argentino, 62 años. Trabajaba como mozo en la AMIA.                                                                                                |
| Mónica Nudel                       | Argentina, 36 años. Vendedora. Pasaba por la calle Pasteur.                                                                                        |
| Elías Alberto Palti                | Argentino, 38 años. Comerciante. Acompañaba a unos amigos a tramitar un sepelio en las oficinas de la AMIA.                                        |
| Germán Parsons                     | Argentino, 29 años. Artista plástico, escenógrafo. Vivía frente al edificio de la AMIA.                                                            |
| Rosa Perelmuter                    | Argentina, 48 años. Trabajaba como telefonista en el conmutador de la AMIA.                                                                        |
| Fernando Roberto Pérez             | Argentino, 47 años. Plomero, gasista. Trabajaba en las refacciones de la AMIA.                                                                     |
| Abraham Jaime Plaksin              | Polaco, argentino naturalizado, 61 años. Egresado del Instituto Superior de Estudios Judaicos. Trabajaba en el Departamento de Cultura de la AMIA. |
| Silvia Inés Portnoy                | Argentina, 25 años. Cosmetóloga, cosmiatra. Esperaba en la Bolsa de Trabajo de la AMIA.                                                            |
| Olegario Ramírez                   | Argentino, 46 años. Trabajaba en le Sector Maestranza de la AMIA.                                                                                  |
| Noemí Graciela Reisfeld            | Argentina, 36 años. Trabajaba en le Servicio Social de la AMIA.                                                                                    |
| Félix Roberto Roisman              | Argentino, 48 años. Químico. Pasaba por la puerta de la AMIA rumbo a su trabajo.                                                                   |
| Marisa Raquel Said                 | Argentina, 22 años. Estudiante universitaria. Recepcionista de la AMIA.                                                                            |
| Ricardo Hugo Said                  | Argentino, 41 años. Trabajaba en el Sector Vigilancia de la AMIA.                                                                                  |
| Rimar Salazar Mendoza              | Boliviano, 32 años. Trabajaba en las refacciones de la AMIA.                                                                                       |
| Fabián Schalit                     | Argentino, 33 años. Licenciado en economía. Tramitaba un sepelio en las oficinas de la AMIA.                                                       |
| Pablo Schalit                      | Argentino, 32 años. Tramitaba un sepelio en las oficinas de la AMIA.                                                                               |
| Mauricio Schiber                   | Argentino, 65 años. Trabajaba en el Sector Vigilancia de la AMIA.                                                                                  |
| Néstor Americo Serena              | Argentino, 51 años. Ingeniero mecánico. Trabajaba en las refacciones de la AMIA.                                                                   |
| Mirta Strier                       | Argentina, 42 años. Trabajaba en le Centro Marc Turkow de la AMIA.                                                                                 |
| Liliana Edith Szwimer              | Argentina, 22 años. Estudiante de diseño gráfico. Pasaba casualmente frente a la AMIA.                                                             |
| Naúm Javier Tenenbaum              | Argentino, 30 años. Abogado. Estaba haciendo un trámite de sepelios en la AMIA.                                                                    |
| Juan Carlos Terranova              | Argentino, 52 años. Distribuidor de sustancias alimenticias. Estaba descargando mercadería en la calle Pasteur.                                    |
| Emilia Graciela Berelejis de Toer  | Argentina, 44 años. Esperaba en la Bolsa de Trabajo de la AMIA.                                                                                    |
| Mariela Toer                       | Argentina, 19 años. Estudiante. Esperaba en la Bolsa de Trabajo de la AMIA.                                                                        |
| Marta Treibman                     | Argentina, 30 años. Empleada administrativa del Servicio Social de la AMIA.                                                                        |
| Ángel Claudio Ubfal                | Argentino, 34 años. Jefe del Sector Sepelios de la AMIA.                                                                                           |
| Eugenio Vela Ramos                 | Boliviano, 17 años. Ayudante de obra. Trabajaba en las refacciones de la AMIA.                                                                     |
| Juan Vela Ramos                    | Boliviano, 21 años. Ayudante de obra. Trabajaba en las refacciones de la AMIA.                                                                     |
| Gustavo Daniel Velázquez           | Argentino, 16 años. Estudiante. Vecino de la calle Pasteur.                                                                                        |
| Isabel Victoria Núñez de Velázquez | Argentina, 51 años. Empleada administrativa. Vecina de la calle Pasteur.                                                                           |
| Danilo Villaverde                  | Argentino, 20 años. Electricista y tapicero. Trabajaba en las refacciones de la AMIA.                                                              |
| Julia Susana Wolynski de Kreiman   | Argentina, 48 años. Responsable de la Bolsa de Trabajo de la AMIA.                                                                                 |
| Rita Worona                        | Argentina, 37 años. Trabajaba en el Sector Sepelios de la AMIA.                                                                                    |
| Adhemar Zárate Loayza              | Boliviano, 31 años. Albañil. Trabajaba en la refacción de la AMIA.                                                                                 |